# 國王公園 (珀斯)

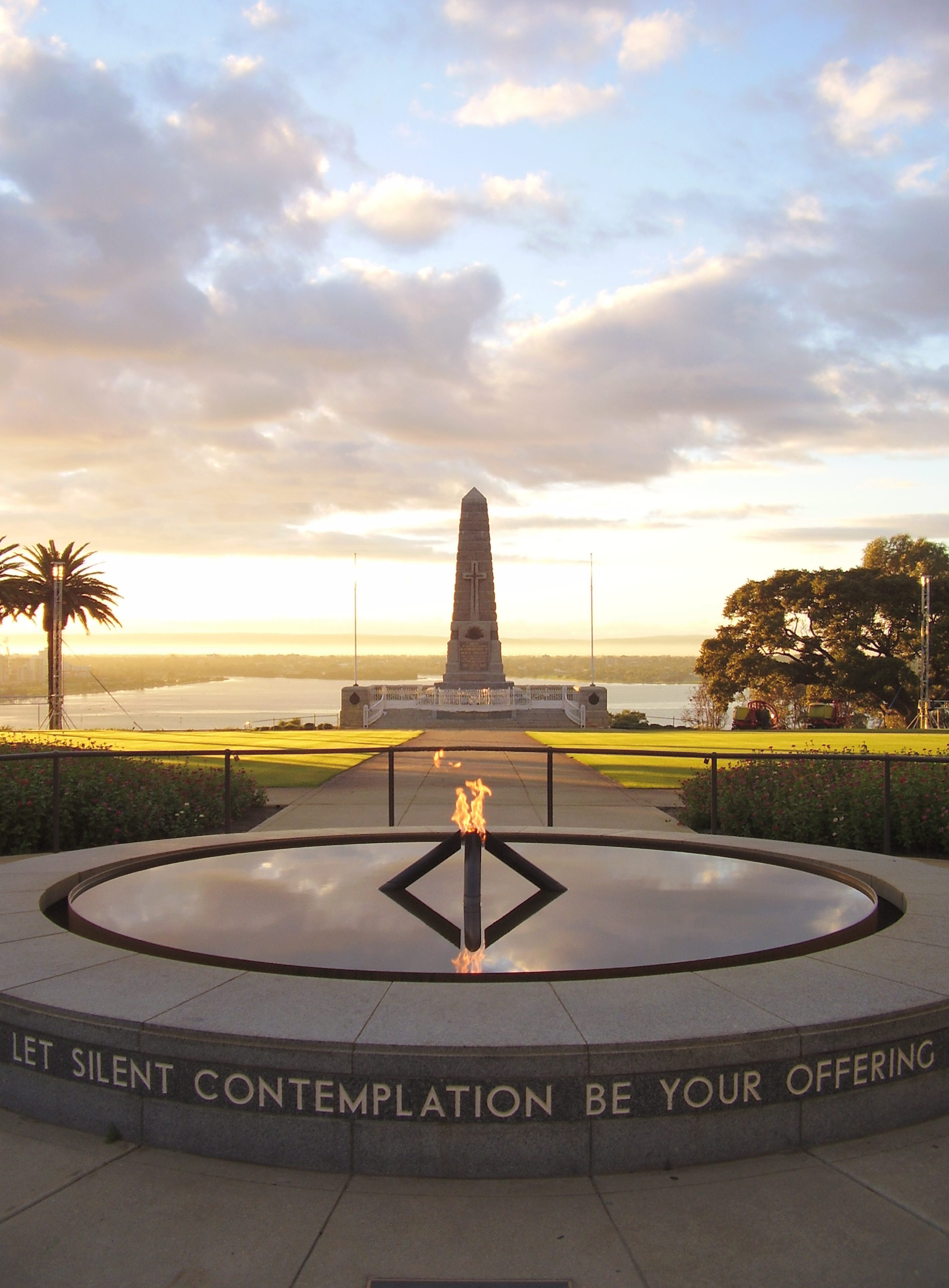
國王公園

國王公園（英語：Kings Park）是澳洲珀斯的一個公園，佔地399.9公頃，坐落在伊莉莎山的山頂上，毗鄰天鵝河及珀斯中心商業區，州戰爭紀念碑和植物園位於公園內。

## 外部連結
- 國王公園網站 （页面存档备份，存于）